# Eldetal
Eldetal är en kommun i Landkreis Mecklenburgische Seenplatte i förbundslandet Mecklenburg-Vorpommern i Tyskland.
Kommunen bildades 26 maj 2019 genom en sammanslagning av de tidigare kommunerna Grabow-Below, Massow, Wredenhagen och Zepkow.
Kommunen ingår i kommunalförbundet Amt Röbel-Müritz tillsammans med kommunerna Altenhof, Bollewick, Buchholz, Bütow, Fincken, Gotthun, Groß Kelle, Kieve, Lärz, Leizen, Melz, Priborn, Rechlin, Röbel/Müritz, Schwarz, Sietow, Stuer och Südmüritz.